# Аиго (Ђенова)
Аиго (итал. Aigo) је насеље у Италији у округу Ђенова, региону Лигурија.
Према процени из 2011. у насељу је живело 228 становника. Насеље се налази на надморској висини од 270 м.